# Graphenintegrations-Plattform GIP

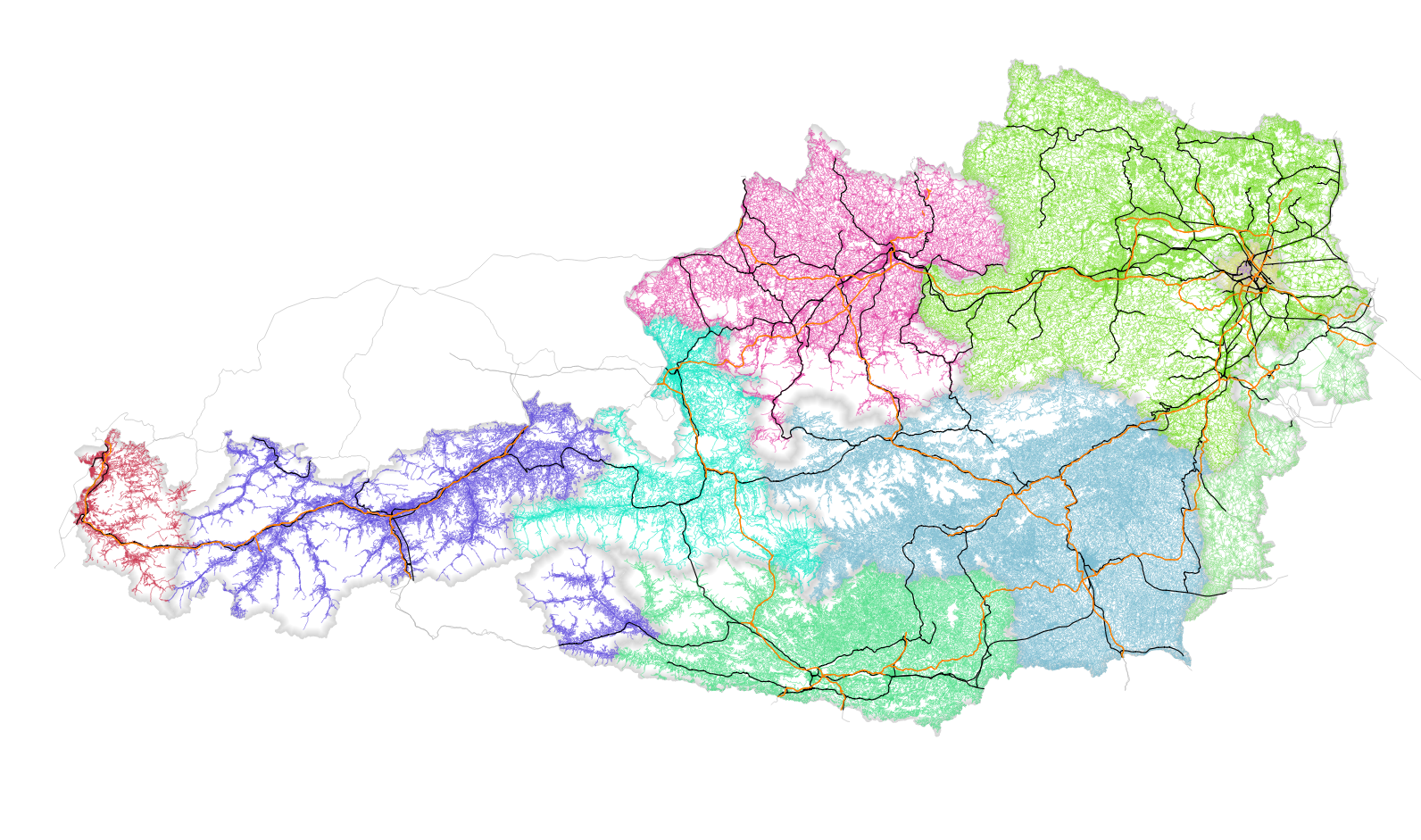
Graphenintegrations-Plattform GIP Österreich

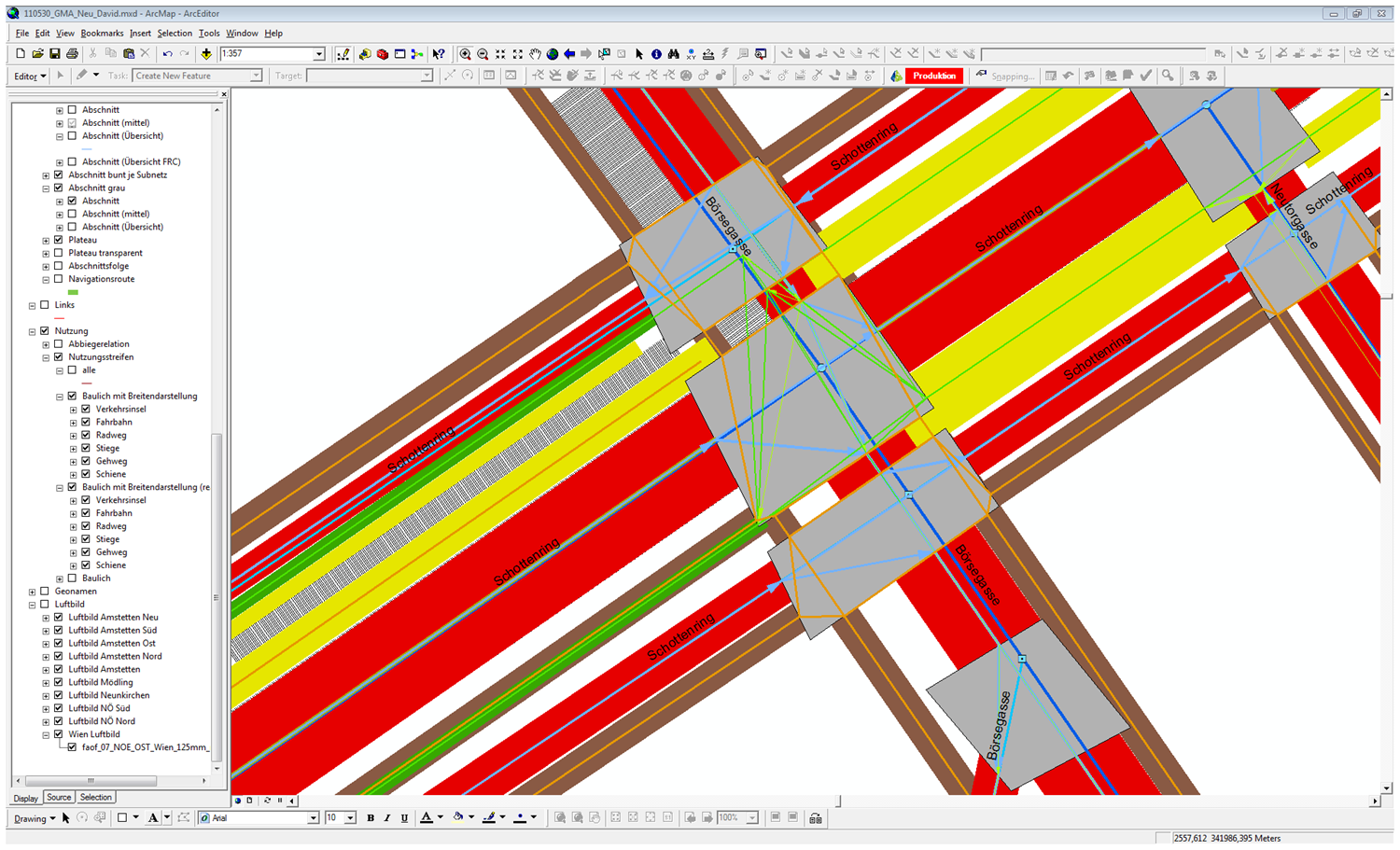
Graphenintegrations-Plattform GIP Detailansicht: Wien, Kreuzung Schottenring-Börsegasse

Die Graphenintegrations-Plattform GIP ist das intermodale Geographische Informationssystem (GIS) der öffentlichen Verwaltung für das Verkehrsnetz Österreichs und bildet dieses als Referenz-Graph in standardisierter Form digital ab.

## Ausgangspunkt
Im Zuge der Digitalisierung der Verwaltungsprozesse rund um die Verkehrsinfrastruktur Österreichs hat jede Behörde individuell Zeitpunkte und Systeme zur Datenablage ausgewählt. Dadurch entstanden häufig parallele Systeme mit unterschiedlicher Aktualisierungs-Frequenz und schlechter Interoperabilität. Die GIP bietet als amtliches GIS Referenzsystem für das gesamte Verkehrsnetz Österreichs den parallelen Systemen ein gemeinsames Bezugssystem und verknüpft diese. Die Gebietskörperschaften behalten ihre Datenhoheit und können ihre Datenbestände weiterhin dezentral aktualisieren, nun allerdings über die GIP leichter miteinander kommunizieren. Die GIP bildet in der Folge die Basis für österreichweit einheitliche elektronische Verwaltungsprozesse zur Verkehrssteuerung und eine verkehrsmittelübergreifende österreichweite Verkehrsauskunft, die das gesamte Verkehrsgeschehen abdeckt (VAO). Die GIP bildet ebenfalls die Basis für EVIS - Echtzeitverkehrsinformation an Österreichs Straßen.

## Eigenschaften
- Die GIP umfasst die Verkehrsarten Motorisierter Individualverkehr, Öffentlicher Verkehr, Radverkehr und zu Fuß gehen und kann diese intermodal verknüpfen.
- Die GIP beinhaltet für diese Verkehrsarten alle Informationen des Verkehrsnetzes (=Verkehrsgraph).
- Die GIP kann als Basis für Routingservices genutzt werden. So ist sie unter anderem das zugrundeliegende digitale Verkehrsnetz für die Verkehrsauskunft Österreich VAO. Bei jeder Routenabfrage können mehrere Möglichkeiten mit verschiedenen Verkehrsmitteln angezeigt werden, was einen objektiven Vergleich von Reisezeiten und CO2-Ausstoss ermöglicht.
- Die GIP bietet allen involvierten Behörden der öffentlichen Verwaltung Österreichs einen Überblick über die gesamte Verkehrsinfrastruktur. Diese können nun einfach überprüfen, ob ihre behördliche Anordnungen bzw. Maßnahmen der Straßenverkehrsordnung StVO entsprechen oder im Widerspruch zu den Anordnungen anderer Behörden stehen. Außerdem können in der GIP die Wirkungen der Verkehrszeichen auf den Verkehrsfluss abgebildet werden.
- Die GIP bildet die Voraussetzung für die Umsetzung des IVS-Gesetzes[1], der INSPIRE-Richtlinie und der PSI-Richtlinie in den Gebietskörperschaften.
- Die GIP ermöglicht den Behörden einen rascheren Zugriff auf für ihre Tätigkeit relevante Informationen und einen Gesamtblick auf die Sachlage. Externe Anfragen oder auch die Berichtspflichten des Umweltmonitoring im Verkehrsbereich können so rascher bearbeitet werden.
- Die GIP ermöglicht es der Exekutive Unfälle mit weniger Aufwand und zugleich exakter zu verorten. Das Unfallmanagement und die Analyse von Unfallhäufungspunkten werden dadurch wesentlich erleichtert.
- Die GIP bildet unter anderem die Grundlage für Routenplanung bei öffentlichen Services (z. B. Linien des Öffentlichen Verkehrs, Winterdienst oder Logistik).

## Daten

### Open Government Data OGD
Inhalte der Graphenintegrations-Plattform GIP werden seit Jänner 2016 als Open Government Data (OGD) veröffentlicht und in der Folge etwa alle zwei Monate aktualisiert.

### Datenbestand
Die GIP enthält dezentral gewartete Daten über die Verkehrsnetz-Infrastruktur. Zu dieser zählen etwa Straßen, Schienen oder Wege. Grundsätzlich gilt in der GIP, dass die zuständige Stelle die ihr zugehörigen GIP Daten pflegt, beispielsweise wird das österreichische Autobahnnetz von der ASFINAG aktuell gehalten. Die GIP deckt alle Verkehrsmodi ab und enthält sowohl hochrangige Verkehrsnetze (z. B. Daten von ASFINAG und ÖBB) als auch niederrangige Verkehrsnetze (z. B. Gemeindestraßen oder Radwege). Die Datenverfügbarkeit variiert je nach GIP-Partner.

### Datenstandard
Die GIP-Partner haben sich auf eine umfassende Beschreibung des GIP-Datenstandards geeinigt, um trotz der dezentralen Datenpflege einen konsistenten Datenbestand und qualitätsgesicherte Datenexporte zu ermöglichen. Diese Standardbeschreibung der GIP ist seit März 2012 als RVS Richtlinie öffentlich verfügbar. Die Dokumentation des GIP Datenstandards ist seit Oktober 2015 in der Version 2.0 als OGD online verfügbar. Eine kompakte Dokumentation zu Datenstandard und -modellierung ist seit Mai 2015 als Ergänzung zu den OGD Datensätzen aus den zwei Testgebieten online verfügbar. Der Datenstandard regelt, wie bestimmte Situationen in der GIP zu modellieren sind und umfasst dabei sowohl die Art der Modellierung als auch die zulässigen Definitionsbereiche der Werte. Der GIP Standard umfasst alle Verkehrsarten inklusive intermodaler Verknüpfungen. Es ist für die GIP Partner nicht verpflichtend, alle im GIP Standard beschriebenen Daten zu erfassen. Werden diese jedoch erfasst, sind sie gemäß dem GIP Datenstandard einzuarbeiten.

### Datenmodellierung
Die GIP besteht aus mehreren Verkehrsnetz-Datenbanken, die dezentral vom jeweiligen GIP Partner gepflegt werden. Diese parallelen Datenbanken werden regelmäßig synchronisiert und darüber hinaus alle zwei Monate vom GIP Österreich Betreiber in einer zentralen Datenbank zu einem österreichweiten einheitlichen Verkehrsnetz (=Graph) zusammengeführt.

#### Subnetze
Das Verkehrsnetz eines jeden GIP Partners ist in Subnetze gegliedert, die sich an der jeweiligen Organisationsstruktur orientieren. Österreichische Bundesländer können beispielsweise Subnetze für Landesstraßen, Gemeindestraßen, das niederrangige Wegenetz oder Öffentlichen Verkehr führen.

#### Abschnitte
Jedes Subnetz besteht wiederum aus einer Gruppierung von Abschnitten, die die Basisobjekte der GIP darstellen und eine Reihe von Attributen aufweisen. Ein Abschnitt ist eine Kante, also ein lineares Netzelement, das mit einem Knoten beginnt und endet. Er repräsentiert die Mittelachse eines Verkehrsweges. Knoten können eine Kreuzung oder auch eine Änderung von Abschnittsattributen darstellen.

#### Virtuelle Knoten
Wenn ein Abschnitt eines niederrangigen Subnetzes in den Abschnitt eines höherrangigen Subnetzes einmündet, wird dort ein virtueller Knoten erzeugt. Anstatt den höherrangigen Abschnitt aufzuteilen, verweist der niederrangige Abschnitt nur über einen Prozentwert auf den höherrangigen Abschnitt und nutzt diesen als Basiskante. Diese Vorgehensweise vereinfacht die Bearbeitung höherrangiger Verkehrsnetze erheblich, da diese nicht in zahlreiche kurze Kanten zerteilt werden müssen.

#### Links
Um die GIP als Basis für Routing verwenden zu können, müssen die virtuellen Knoten mit Ausnahme weniger Sonderfälle wieder aufgelöst und in tatsächliche Knoten umgewandelt werden. Dadurch werden die Abschnitte in zahlreiche kürzere Kanten zerteilt, die dann als Links bezeichnet werden und gemeinsam einen routingfähigen Graphen bilden.

#### Nutzungsstreifen
Die Querschnittselemente eines Wegs (etwa Fahrstreifen, Gehsteig oder Radweg) werden in der GIP nicht als eigene Abschnitte digitalisiert, sondern diesen als Nutzungsstreifen zugeordnet. Nutzungsstreifen verfügen über eine definierte Quer- und Längslage und können auch nur Teile eines Abschnittes abdecken. An den Knoten werden Abbiegerelationen entweder aggregiert auf Link-Ebene oder auch detailliert zwischen einzelnen Nutzungsstreifen definiert.

### Datenpflege
Bei der Pflege der GIP Daten ist jede Gebietskörperschaft weiterhin für ihren Zuständigkeitsbereich verantwortlich. Die beiden GIP Werkzeuge zur Datenpflege, Maßnahmenassistent und Kreuzungsassistent, stehen daher allen Städten und Gemeinden lizenzfrei zur Verfügung. Sie können mit der Software SKAT des Unternehmens PRISMA Solutions, aber auch mit jeder beliebigen Weboberfläche und aus anderen Programmen heraus, angesteuert werden. Maßnahmen- und Kreuzungsassistent sind zudem im österreichischen Portalverbund integriert. Der Portalverbund ist ein Zusammenschluss von Verwaltungsportalen zur gemeinsamen Nutzung von bestehender Infrastruktur.

#### Maßnahmenassistent
Der Maßnahmenassistent ist eine zur GIP Datenpflege genutzte Anwendungssoftware, mit der StVO Maßnahmen zur Verkehrssteuerung sofort visualisiert, geplant und auf ihre Wirkung hin überprüft werden können. Das Verkehrsnetz kann dabei auch mit Orthofotos und dem Grundstückskataster hinterlegt werden. Der Sachbearbeiter muss die zu treffende Maßnahme inklusive ihrer Gültigkeit eingeben und erhält sofort einen Vorschlag zur Kundmachung sowie den entsprechenden Verordnungstext. Dieser kann direkt in das Dokument für die behördliche Tätigkeit übernommen werden. Gleichzeitig legt der Maßnahmenassistent die Wirkung der Maßnahme im System ab, wo sie automatisch auf Widersprüche zu anderen Maßnahmen überprüft wird. Nachdem die Umsetzung der Maßnahme gemeldet ist, muss sie vom Sachbearbeiter noch gültig geschaltet werden und steht damit allen Informationssystemen tagesaktuell zur Verfügung. Der Maßnahmenassistent ist auch Grundlage für zahlreiche weitere E-Government Entwicklungen in der österreichischen Verwaltung, wie etwa ein Baustellenmanagementsystem oder ein System zur Verwaltung der Konzessionen im öffentlichen Personennahverkehr (Kraftfahrliniengesetz).

#### Kreuzungsassistent
Der Kreuzungsassistent ist eine spezielle ergänzende Anwendungssoftware für den Straßenerhalter zur fahrspurgenauen Aufbereitung von Kreuzungsbereichen. Darauf aufbauend kann die Behörde fahrspurgenaue Maßnahmen setzen.

## Projektentwicklung

### Vorgeschichte
Im Jänner 2008 startete in Kärnten die Länderarbeitsgruppe „Straße und Verkehr“. Ziel war die mögliche Zusammenarbeit bei der Erstellung von Grundlagendaten für ein modernes Verkehrsmanagement, bei der Entwicklung der nötigen Werkzeuge und beim Aufbau von E-Government-Prozessen. Im Rahmen dieser Zusammenarbeit wurde die Einreichung eines Förderantrags für die Projekte GIP.at und GIP.gv.at beim Österreichischen Klima- und Energiefonds KLIEN beschlossen. 2009 starteten die drei großen österreichweiten Projekte GIP.at, GIP.gv.at und Verkehrsauskunft Österreich VAO. Anfang 2012 wurde ein erster GIP-Prototyp österreichweit implementiert. Wichtige Vorarbeiten für ein gemeinsames digitales Verkehrsnetz in Österreich erfolgten unter anderem 2001 im Projekt Verkehrsmanagement Wien (VEMA) (Wien), ab 2006 in den Projekten VIP Vienna Region (Wien / Niederösterreich / Burgenland) und IWN Integriertes Wegenetz (Steiermark) sowie auf lokaler Ebene etwa in der Gemeinde Klosterneuburg. Dabei wurden bereits erste GIP-Basiskomponenten entwickelt.

### GIP.at
Im Rahmen des Projekts GIP.at wurde die Graphenintegrations-Plattform GIP in ganz Österreich umgesetzt. Ziel des Projekts GIP.at war es, dass die Verkehrsdaten der öffentlichen Verwaltung nach einheitlichen Regeln digital verwaltet werden können. Dafür ist es erforderlich, dass die verschiedenen Bezugssysteme der jeweiligen Behörden, mit deren Hilfe diese ihre Daten ablegen, interoparabel sind. Das neue System, das die verschiedenen Systeme verbindet, stellt die Graphenintegrations-Plattform GIP dar. Sie wird den Städten, Gemeinden und weiteren Gebietskörperschaften kostenlos zur Verfügung gestellt. GIP.at war ein gemeinsames Projekt der österreichischen Bundesländer, ASFINAG, ÖBB Infrastruktur, Bundesministerium für Verkehr, Innovation und Technologie (BMVIT) und des Partners ITS Vienna Region. Der österreichische Städtebund war assoziierter Partner.
In GIP.at-Erweiterungen wurden die Funktionalitäten der GIP vor allem für größere Städte und Gemeinden erweitert. Größere Städte und Gemeinden können nun ihre Verkehrsnetz-Daten selbständig erfassen und pflegen und ohne Mehraufwand in die österreichweite GIP einfügen. In GIP.at-Erweiterungen II werden die Grundlagen für den Einsatz der GIP in kleinen und mittelgroßen Städten und Gemeinden geschaffen. Zudem wird die GIP auf Basis der Erfahrungen der letzten Jahre konsolidiert, Umfang und Qualität der Daten verbessert und weitere nützliche Tools entwickelt, etwa für Einsatzorganisationen oder Baustellenmanagement.
GIP.at und die Erweiterungen wurden durch den Klima- und Energiefonds ermöglicht, da sie im Rahmenprogramm „Öffentlicher Verkehr“ zu 50 % gefördert wurden. Laufzeit gesamt: 2009 – 12/2016.

### GIP.gv.at
Im Rahmen des Projekts GIP.gv.at wurden E-Government Prozesse auf Basis der Graphenintegrations-Plattform GIP entwickelt. Diese elektronischen Prozesse unterstützen Verwaltungsabläufe bei Verordnungen und Genehmigungen im Straßenraum. Ziel des Projekts GIP.gv.at war es, dass die Datenbestände zuverlässig und ohne zusätzlichen Arbeitsaufwand über die neu entwickelten Kreuzungs- und Maßnahmenassistenten aktuell gehalten werden können. Die rechtlichen Maßnahmen im Straßennetz können so laut StVO vollständig, aktuell und georeferenziert erfasst werden. Die entwickelten E-Government Prozesse (Bearbeitungswerkzeuge und Schnittstellen) werden den Städten und Gemeinden sowie weiteren Gebietskörperschaften kostenlos zur Verfügung gestellt.
Die laufende Adaptierung und Verbesserung der Verkehrsinfrastruktur ist stets mit rechtlichen Grundlagen und zumeist mit Änderungen der Verkehrsorganisation verbunden. Verkehrszeichen und Bodenmarkierungen müssen daher von den Behörden laufend geprüft und gegebenenfalls neu festgelegt werden. Die Magistrate und Bezirkshauptmannschaften verfügen über alle Informationen zum Fließverkehr, die Behörden der Länder und Gemeinden über jene zum öffentlichen und ruhenden Verkehr. Durch das Projekt GIP.gv.at ist es nun möglich, verkehrsbezogene Daten, die durch gesetzliche Grundlagen entstehen, mittels E-Government Prozessen aus verschiedenen nun interoparablen Datenbanken direkt und gesammelt digital verfügbar zu machen. Diese E-Government Prozesse sowie die notwendigen Schnittstellen und Standards wurden von den Projektpartnern gemeinsam festgelegt und entwickelt. Die Graphenintegrations-Plattform GIP bildet dabei das Referenzsystem für alle E-Government Prozesse und verbessert damit die Grundlage für alle involvierten Behörden, etwa bei Kilometrierung, Straßennamen oder Zuständigkeiten. GIP.gv.at ist ein gemeinsames Projekt der österreichischen Bundesländer, ASFINAG, BMVIT und ITS Vienna Region. Der österreichische Städtebund ist assoziierter Partner.
In GIP.gv.ROLLOUT sollen die E-Government Werkzeuge zur laufenden Aktualisierung der GIP (Maßnahmenassistent und Kreuzungsassistent) sukzessive österreichweit eingeführt werden. Die Verwaltungseinheiten werden bei dieser Umstellung unterstützt, Schulungen und technische Anpassungen werden je nach Organisation, Wissensstand, IT-Systemen und Datenbestand individuell angepasst.
GIP.gv.at und GIP.gv.ROLLOUT wurden durch den Klima- und Energiefonds ermöglicht, da sie im Rahmenprogramm „Öffentlicher Verkehr“ zu 50 Prozent gefördert wurden. Laufzeit gesamt: 2009 – 2016.

### GIP.nö (GIP Niederösterreich)
Im Rahmen des Projekts GIP.nö werden Verkehrsinfrastrukturdaten in allen 573 niederösterreichischen Gemeinden kontrolliert und korrigiert. Diese umfassen rund 80.000 km Straßen, 70.000 Hausnummern und 13.000 Haltestellen. Noch nicht erfasste Daten werden ergänzt und gemeinsam mit dem bestehenden Datenbestand in der Plattform GIP.nö zusammengeführt. Es werden die Datenbestände von Gemeindestraßen (fahrstreifengenau), Güterwegen, Brücken, Tunnel, Kreuzungen, Rad- und Fußgängerinfrastruktur, Bushaltestellen, Nebenbahnen (NÖVOG-Strecken), Zugangswegen zu Bahnhöfen und auf Wunsch der Gemeinden auch von Hausnummern bearbeitet. Da auch alle Abbiegerelationen auf Kreuzungen erfasst werden, kann der Datenbestand als Grundlage für Routing und Navigation im Straßenverkehr dienen. Die gewonnenen Daten werden allen Gemeinden zu ihrer Verwendung kostenlos zur Verfügung gestellt, wenn diese sich bereit erklären die Daten aktuell zu halten.
Mit der Umsetzung wurde die ARGE GIP.nö bestehend aus den Unternehmen EVN Geoinfo, PRISMA solutions und GeoMarketing beauftragt. ITS Vienna Region ist verantwortlich für die Projektleitung und die Qualitätskontrolle. GIP.nö wird mit EU-Mitteln aus dem Europäischen Fonds für regionale Entwicklung (EFRE) und Mitteln des Landes Niederösterreich kofinanziert. Laufzeit: 3/2013 – 03/2015.

### Betrieb
Betrieb, Weiterentwicklung und Wartung der Graphenintegrations-Plattform GIP werden seit 2016 im Rahmen eines Produktivbetriebs über den Verein ÖVDAT - Österreichisches Institut für Verkehrsdateninfrastruktur - abgewickelt. Basis für die Gründung des Vereins ist eine Vereinbarung gemäß Art15a B-VG zwischen Bund und Ländern über die Zusammenarbeit im Bereich der Verkehrsdateninfrastruktur durch die GIP. Neben den Bundesländern und dem BMK sind auch die ASFINAG Maut GmbH, ÖBB Infrastruktur AG, der Österreichische Gemeindebund und der Österreichische Städtebund Mitglieder des Vereins ÖVDAT.
ITS Vienna Region ist von Beginn an GIP Österreich Betreiber, dieser umfasst folgende Aufgaben:
- Technischer Betrieb der GIP Österreich
- Zusammenführung der einzelnen Graphen
- Übergeordnetes Qualitätsmanagement
- Wartung von bestimmten Datenbeständen
- Teile der Organisation
- Erstellung des GIP Exports

## Anwendungen

### Verkehrsauskunft Österreich VAO
Die Verkehrsauskunft Österreich VAO ist eine Verkehrsmittel übergreifende gemeinsame Verkehrsauskunft für ganz Österreich, die das gesamte Verkehrsgeschehen abdeckt. Die VAO bietet via Website, Smartphone App oder Schnittstelle ein intermodales Routing, Verkehrslage und Verkehrsmeldungen an. Allen Verkehrsteilnehmern steht als Endanwender die VAO mittels der Services ihrer Partner zur Verfügung. Das zugrundeliegende digitale Verkehrsnetz für das Routing der VAO ist die Graphenintegrations-Plattform GIP. Das Projektentwicklungs-Konsortium der VAO besteht aus österreichischen Bundesländern und den Städten Wien und Graz, ASFINAG, ARGE ÖVV, ÖAMTC, ITS Vienna Region und dem BMVIT. VAO wurde durch Förderungen aus den Mitteln des Klima- und Energiefonds ermöglicht.
Unter anderem basieren die Routenplaner von AnachB, AnachB|VOR App, Verkehrsverbund Ost-Region (VOR), Verkehrsverbund Tirol (VVT), Oberösterreichischer Verkehrsverbund (OÖVV), Verkehrsverbund Vorarlberg (VVV), Wiener Lokalbahnen (WLB), ÖAMTC und ASFINAG auf der Verkehrsauskunft Österreich und somit auf der Graphenintegrations-Plattform GIP.

### basemap.at
Für die Kartendarstellungen von geobasierten Diensten werden Hintergrundkarten benötigt, deren Abfrage-Performance auch für Onlinedienste geeignet ist. Im Rahmen des Projekts basemap.at wird eine aktuelle, vorrangig auf Verwaltungsdaten aufbauende Kartengrundlage des österreichischen Staatsgebietes entwickelt und bereitgestellt. Diese Hintergrundkarte baut auf den Geodaten der österreichischen Verwaltungen auf und stellt damit die erste auf diesen Daten basierende flächendeckende österreichweite Kartengrundlage dar. Die Karte wird unter der offenen Lizenz Creative Commons (CC-BY 3.0 AT) mittels einer Web Map Tile Service (WMTS) Schnittstelle bereitgestellt und laufend aktualisiert.

### AWIS.GIP
AWIS.GIP (Alpines Wegeinformationssystem auf Basis der GIP) ist ein System zur digitalen Erfassung und Pflege der Wanderwege Österreichs auf Basis der einzelnen Graphenintegrations-Plattformen der Bundesländer sowie Daten des Bundesamtes für Eich- und Vermessungswesen. Mittels eines Webclients werden die Wanderwege inklusive aller ihrer Attribute durch die jeweiligen Wegehalter (z. B. alpine Vereine, Tourismusverbände etc.) erfasst und gewartet. Diese Informationen werden den Bundesländern in deren GIP-Datenbanken zur Verfügung gestellt und auch öffentlich bereitgestellt.

### EVIS - Echtzeit Verkehrsinformation Straße Österreich
EVIS.AT verfolgt das Ziel, bis 2020 für die wesentlichen Straßen Österreichs Verkehrslageinformationen, Reisezeiten, Verlustzeiten, und ein Ereignismanagement flächendeckend und in hoher Qualität zur Verfügung zu stellen. Dieses Ziel soll im Rahmen der vier Schwerpunkte erreicht werden: 1-geplante Ereignisse, 2-ungeplante Ereignisse, 3-aktuelle Verkehrslage, 4-zukünftige Verkehrslage (Prognose). Die so harmonisierte Verkehrsinformation soll mit ihrer völlig neuen Qualität in Services wie VAO -Verkehrsauskunft Österreich einfließen und allen Verkehrsteilnehmern kostenlos zur Verfügung stehen.

### GIP4radrouting.at
Die österreichweit durch die GIP- und VAO-Partner in Kooperation mit dem BMK aufgebauten digitalen Informations- und Verwaltungsplattformen bilden für die kommenden Jahre eine wesentliche Grundlage einer erfolgreichen Ausgestaltung der Mobilität. Ziel des Projektes ist der Verkehrsinformation für den Radverkehr einen weiteren erheblichen Innovationsschub zu geben. Das bedeutet: (1) Erweiterung der digitalen Raddaten für den touristischen, Alltags- und Mountainradverkehr; (2) Aufbau weitreichender Partnerschaften und Kooperationen; (3) Erweiterung der Routenauskunft in der VAO für den Radverkehr; (4) Aufbau von Prozessen zur Sicherung der Datenqualität.

### Verstorbenensuche der Friedhöfe Wien
Die Friedhöfe Wien bieten ergänzend zu ihrer Online Verstorbenensuche einen Routenplaner für den Weg vom Friedhofseingang zum gesuchten Grab. Das zugrundeliegende digitale Wegenetz ist in die Graphenintegrations-Plattform GIP eingebunden.

## Forschungsprojekte

### EDITS
Im Rahmen des Forschungsprojekts EDITS (European Digital Traffic Infrastructure Network for Intelligent Transport Systems) standen die transnationale Weiterentwicklung von bestehenden ITS Serviceangeboten, die Harmonisierung, Erweiterung und der Aufbau von multimodalen und untereinander kompatiblen Endbenutzer Services sowie die Evaluierung der Nutzerakzeptanz im Fokus. Es erfolgte ein Austausch von Daten zu Verkehrsnetz und Fahrplänen mit den Regionen Brünn, Bratislava und Westungarn. EDITS wurde Ende 2014 abgeschlossen, das Demonstrator Service wird von ITS Vienna Region weiterbetrieben.

### BIS
Im Rahmen des Forschungsprojekts BIS (Barriere Informations System) wurde im Dialog zwischen Anspruchsgruppen, ITS Experten und Stakeholder aus Politik und Verwaltung ein interaktives Routing Service speziell für Rollstuhlfahrer entwickelt, das behördliche Daten und Community Daten synergetisch nutzt, übersichtlich bereitstellt und daraus mittels einer leistungsfähigen Routing Software die optimalen Wege für Rollstuhlfahrer ermittelt. Das Projekt BIS wurde im Rahmen des Forschungsprogramms „IV2s plus“ des BMVIT gefördert und Ende 2014 abgeschlossen. Der Prototyp des BIS Services wurde in einem Pilotgebiet im 4. Wiener Gemeindebezirk getestet und optimiert.